# Nej'
Najoua Laamiri, dite Nej', née le 30 juin 1994 à Toulouse, est une auteure-compositrice-interprète de musique pop française.
Elle se fait connaître en 2016 par sa reprise du single Aime-moi demain initialement interprété par The Shin Sekaï et par le biais de collaborations avec différents artistes de la chanson française. Ses singles les plus connus sont I Miss U, Paro, Ma colombe ou encore Indomptable.

## Biographie

### Enfance et débuts
La chanteuse Nej' naît le 30 juin 1994,[source secondaire souhaitée] et grandit dans le quartier Bellefontaine à Toulouse. Nej est la dernière d'une famille de cinq filles d'origine marocaine. Son père décède quand elle a 8 ans. Elle passe un CAP de prothésiste ongulaire, mais arrête au bout d'un an.
Repérée par un voisin qui dirige une association culturelle, Nej’ ouvre pour la première fois la porte d’un studio d’enregistrement. Un peu plus tard, un ami beatmaker lui tend aussi la main : « Je me souviens, j’étais sur le point de lâcher la musique, je travaillais énormément, j’étais épuisée… Mais j’accepte sa proposition et me voilà partie en studio. J’y reste plusieurs jours et rencontre mon producteur actuel ». À 16 ans, lors d’une journée associative autour du tennis à Toulouse organisée par son voisin, elle croise la route de Yannick Noah qui l’invite à reprendre sa chanson Métisse lors de son concert au Zénith de Toulouse. En 2014, il y a son duo avec Mister You sur Emmène-Moi. En 2016, elle sort un remix du morceau Validée de Booba, qui comptabilise plus de 10 millions de vues.

### Carrière
À 18 ans, elle quitte Toulouse pour Paris. Vont suivre quelques singles, puis sort un premier double album nommé Enchantée en 2019 contenant 35 titres et de multiples collaborations avec Naps, Lartiste, Zaho, Niro, YL, Lefa…, ainsi qu'une Black Edition en 2020. Le 14 décembre 2023, soit 4 ans après sa sortie, l'album est certifié disque d'or.
En 2021, elle sort la chanson Paro. Avec plus de 9 millions de vidéos sur TikTok, le titre s’est hissé à la 11e place du Top Shazam Monde. Finalement, plus de 72 millions de streams sur Paro, 30 millions de streams sur Paro - Speed Up et Nej' détient même un record mondial sur YouTube Shorts.
Le 18 juin 2021, Nej' dévoile son EP SOS (Chapitre 1) contenant 9 titres et un featuring avec YL puis en 2022, elle sort le chapitre 2 contenant une collaboration avec Vegedream, et le chapitre 3 avec Franglish.
Après deux dates complètes à La Cigale, elle remplit l'Olympia deux jours de suite les 18 et 19 décembre 2022. Pour deux dates sold-out, tous les billets ont été vendus en à peine 24 heures. Nej a annoncé une nouvelle date à l'Accor Arena pour le 18 décembre 2023 ainsi qu'une tournée dans toute la France.
Pour la première édition de la cérémonie Les Flammes, l'artiste est pré-nommée dans 3 catégories distinctes : la Flamme de l'album Nouvelle Pop de l'année, la Flamme du morceau R&B de l'année et la Flamme de l'artiste féminine de l'année.
Le 6 octobre 2023, Nej sort son deuxième album Athéna contenant 18 titres et 4 collaborations avec Maes, Bigflo & Oli, Slimane et Tayc.

## Discographie

### Singles
| Année | Titre                                     | Meilleures positions | Meilleures positions | Meilleures positions | Meilleures positions | Certifications          | Album |
| Année | Titre                                     | FRA                  | BEL                  | CH                   | DE                   | Certifications          | Album |
| ----- | ----------------------------------------- | -------------------- | -------------------- | -------------------- | -------------------- | ----------------------- | ----- |
| 2016  | Aime moi demain (Remix)                   | –                    | –                    | –                    | –                    | –                       | –     |
| 2016  | Ailleurs                                  | –                    | –                    | –                    | –                    | –                       | –     |
| 2016  | Mal à la tête                             | –                    | –                    | –                    | –                    | –                       | –     |
| 2016  | My Love                                   | 54                   | –                    | –                    | –                    | –                       | –     |
| 2016  | C'est toi                                 | –                    | –                    | –                    | –                    | –                       | –     |
| 2017  | Ena Ena                                   | –                    | –                    | –                    | –                    | –                       | –     |
| 2017  | #KLMNT                                    | –                    | –                    | –                    | –                    | –                       | –     |
| 2019  | All                                       | –                    | –                    | –                    | –                    | –                       | –     |
| 2019  | Mamay                                     | –                    | –                    | –                    | –                    | –                       | –     |
| 2019  | Delhi                                     | –                    | –                    | –                    | –                    | –                       | –     |
| 2019  | Où tu es                                  | –                    | –                    | –                    | –                    | –                       | –     |
| 2019  | I Miss U                                  | –                    | –                    | –                    | –                    | France (SNEP) : Or      | –     |
| 2019  | Fauter                                    | –                    | –                    | –                    | –                    | –                       | –     |
| 2019  | Wallen                                    | –                    | –                    | –                    | –                    | –                       | –     |
| 2019  | Mon numéro (feat. Scridge)                | –                    | –                    | –                    | –                    | –                       | –     |
| 2019  | C'est comme ça                            | –                    | –                    | –                    | –                    | –                       | –     |
| 2020  | Ana Kidali                                | –                    | –                    | –                    | –                    | –                       | –     |
| 2020  | Sajena                                    | –                    | –                    | –                    | –                    | –                       | –     |
| 2020  | Laisse tomber                             | –                    | –                    | –                    | –                    | –                       | –     |
| 2020  | Romeo                                     | –                    | –                    | –                    | –                    | –                       | –     |
| 2020  | Petit chat                                | –                    | –                    | –                    | –                    | –                       | –     |
| 2021  | Paro                                      | 130                  | –                    | 82                   | 93                   | France (SNEP) : Platine | –     |
| 2021  | Paro (Speed Up)                           | –                    | –                    | –                    | –                    | –                       | –     |
| 2021  | Ma colombe                                | 132                  | –                    | –                    | –                    | France (SNEP) : Or      | –     |
| 2021  | Ma colombe (German Remix) (feat. Lune)    | –                    | –                    | –                    | –                    | –                       | –     |
| 2021  | Ma colombe (Moroccan Remix) (feat. Tagne) | –                    | –                    | –                    | –                    | –                       | –     |
| 2021  | Ma colombe (Belgian Remix) (feat. Tawsen) | –                    | –                    | –                    | –                    | –                       | –     |
| 2021  | Yay Seher Oyounoh                         | –                    | –                    | –                    | –                    | –                       | –     |
| 2021  | Je t'a(b)ime                              | 134                  | –                    | –                    | –                    | France (SNEP) : Or      | –     |
| 2022  | Demain c'est loin (feat. Vegedream)       | –                    | –                    | –                    | –                    | –                       | –     |
| 2022  | Ma sœur                                   | –                    | –                    | –                    | –                    | –                       | –     |
| 2022  | Mi Amore                                  | 82                   | –                    | –                    | –                    | –                       | –     |
| 2022  | Ma sœur (Speed Up version)                | –                    | –                    | –                    | –                    | –                       | –     |
| 2022  | Ma raison                                 | 83                   |                      |                      |                      |                         |       |
| 2022  | Irréel                                    | 69                   | –                    | –                    | –                    | –                       | –     |
| 2022  | Ma Raison                                 | –                    | –                    | –                    | –                    | –                       | –     |
| 2022  | Inta habibi                               | –                    | –                    | –                    | –                    | –                       | –     |
| 2022  | Inta habibi (Sped up)                     | –                    | –                    | –                    | –                    | –                       | –     |
| 2023  | Météo                                     | –                    | –                    | –                    | –                    | –                       | –     |
| 2023  | Dernière fois                             | 61                   | –                    | –                    | –                    | –                       | –     |
| 2023  | Ma muse / Je t'haine                      | 46                   | –                    | –                    | –                    | –                       | –     |
| 2023  | Ma muse (sped up)                         | –                    | –                    | –                    | –                    | –                       | –     |
| 2023  | Warda                                     | 188                  | –                    | –                    | –                    | –                       | –     |
| 2023  | Panama (feat. Maes)                       | 148                  | –                    | –                    | –                    | –                       | –     |
| 2023  | Pardonne-moi (feat. Tayc)                 | 126                  | –                    | –                    | –                    | –                       | –     |
| 2023  | Tout recommencer (feat. Bigflo et Oli)    | –                    | –                    | –                    | –                    | –                       | –     |
| 2024  | Bahinileek                                | –                    | –                    | –                    | –                    | –                       | –     |
| 2024  | Stalker                                   | –                    | –                    | –                    | –                    | –                       | –     |
| 2025  | Mal lunée                                 | –                    | –                    | –                    | –                    | –                       | –     |
| 2025  | Iréel 2                                   | –                    | –                    | –                    | –                    | –                       | –     |
| 2025  | Abracadabra                               | –                    | –                    | –                    | –                    | –                       | –     |
| 2025  | Frérot                                    | –                    | –                    | –                    | –                    | –                       | –     |
| 2025  | Bollywood                                 | –                    | –                    | –                    | –                    | –                       | –     |
| 2025  | Ensay                                     | –                    | –                    | –                    | –                    | –                       | –     |
| 2025  | La Var (feat. KeBlack)                    | –                    | –                    | –                    | –                    | –                       | –     |
| 2025  | Choisi (feat. Alonzo)                     | –                    | –                    | –                    | –                    | –                       | –     |

### Apparitions
- 2016: Rosa (remix) de DJ Deedir feat. Nej'
- 2016: Validée - remix de DJ Deedir feat. Nej'
- 2016: Mam'zelle de DJ Deedir feat. Leck et Nej'
- 2017: Détrôné de Rohff feat. Nej'
- 2022: FOTO de Lartiste feat. Nej'
- 2022: Pansement de Vegedream feat. Nej'
- 2022: Relationship de Headie One feat. Nej'
- 2022: Toi + moi de Franglish feat. Nej'
- 2022: Nour el ain de Lune feat. Nej'
- 2022: Baby boo de Wejdene feat. Nej'
- 2023: Pardon ma belle de Tagne feat. Nej'
- 2023: Luva de Kaza feat. Nej'
- 2023: Yabibi de Zaho feat. Nej'
- 2024: Apprends-moi de Soprano feat. Nej'
- 2024: Personne d'autre de Vegedream feat. Nej'
- 2024: Confession de Sirine LV feat. Nej'
- 2024: Habiba de Calema feat. Nej'
- 2024: Valider de Sidiki Diabaté feaT. Nej'
- 2024: Loin de moi de Vianney feat. Nej'
- 2025: Ne touche pas ma soeur de Josey feat. Nej'

## Classements et certifications

### Albums
| Année | Titre            | Meilleure position | Meilleure position | Certifications |
| Année | Titre            | FRA                | WAL                | Certifications |
| ----- | ---------------- | ------------------ | ------------------ | -------------- |
| 2019  | Enchantée        | 96                 | –                  | (SNEP) : Or    |
| 2021  | SOS (Chapitre 1) | 15                 | 102                | (SNEP) : Or    |
| 2022  | SOS (Chapitre 2) | 27                 | 43                 | –              |
| 2022  | SOS (Chapitre 3) | –                  | 27                 | –              |
| 2023  | Athéna           | 3                  | 25                 | (SNEP) : Or    |
| 2025  | SOS (Chapitre 4) | 53                 | 111                | –              |

### Autres chansons classées
| Titre                             | Année | Meilleur position | Certification      | Album |
| Titre                             | Année | FRA               | Certification      | Album |
| --------------------------------- | ----- | ----------------- | ------------------ | ----- |
| Détrôné de Rohff feat. Nej'       | 2017  | 114               | –                  | –     |
| FOTO de Lartiste feat. Nej'       | 2022  | 188               | –                  | –     |
| Pourquoi pas                      | 2022  | 75                | –                  | –     |
| Rivaliser                         | 2022  | 169               | –                  | –     |
| Pansement de Vegedream feat. Nej' | 2022  | 153               | France (SNEP) : Or | –     |
| Luva de Kaza feat. Nej'           | 2023  | 138               | France (SNEP) : Or | –     |

## Récompenses et nominations
| Année | Cérémonie         | Travail nommé    | Catégorie                                 | Résultat        | Réf.   |
| ----- | ----------------- | ---------------- | ----------------------------------------- | --------------- | ------ |
| 2023  | Les Flammes       | SOS (Chapitre 3) | Flamme de l'album nouvelle pop de l'année | Pré-nommination | [ 14 ] |
| 2023  | Les Flammes       | Ma Raison        | Flamme du morceau R&B de l'année          | Pré-nommination | [ 14 ] |
| 2023  | Les Flammes       | Nej'             | Flamme de l'artiste féminine de l'année   | Pré-nommination | [ 14 ] |
| 2023  | W9 d'Or           | Nej'             | Révélation féminine de l'année            | Lauréat         |        |
| 2024  | Purecharts Awards | Nej'             | Révélation de l'année                     | Nomination      |        |
| 2024  | Les Flammes       | Nej'             | Flamme de l'artiste féminine de l'année   | Nomination      |        |